# Зграда у Ул. Лоле Рибара 2 у Нишу
Зграда у Улици Лоле Рибара 2 (Апелова зграда) је саграђена 1923. године у Нишу. Име је добила по Јозефу Апелу, једном од најпознатијих нишких индустријалаца. Зграду је пројектовао Јулијан Дјупон, архитекта руског порекла.  

## Историја
Улица Лоле Рибара се некада се звала Господска улица и у њој је живела “елита” некадашњег Ниша, односно  богатији виђени људи и индустријалци. Зграда првобитно није била намењена Апелу. Нишка прометна банка је на овом плацу планирала изградњу своје управне зграде, али је због финансијских тешкоћа морала продати овај плац познатом нишком индустријалцу Јозефу Апелу. Јосефов отац, Јохан, био је Немац који се доселио из Војводине, а у Ниш је дошао пре ослобођења од Турака. Намирисавши добру пословну прилику у крајевима који су били јако мало развијени, направио је прву парну пивару 1884. године, која ће касније постати славна Нишка пивара. Непосредно уз пивару саградио је и пивницу. Апел је такође поседовао 6 хектара земље на периферији Ниша, у делу града који носи име Апеловац, као и фабрике у Скопљу и Велесу. Променио је веру у православну, као и име, те је 1907. на његовој надгробној плочи написано „Јован Апел“. Након Јованове смрти, њихови синови Јосиф и Хуберт настављају са радом и модернизацијом пиваре. Последњи власници пиваре били су синови Јозефа Апела, Јован и Ратибор-Бора, али су били осуђени после Другог светског рата осуђени као „народни непријатељи“. Сва њихова имовина, а самим тим и пивара и кућа, била је конфискована и националнизована.

## Положај и изглед
Зграду је пројектовао Јулијан Дјупон, који је био познат по својим радовима као што су Меморијал на планини Чегар, споменик културе од изузетног значаја, и згради Кућа професора, такође заштићени споменик културе. Зграда својим изгледом подсећа на средњовековни дворац у еклектичном стилу и  упечатљиво је тамноокер боје. Фасада у улици Лоле Рибара, где се налази улаз, организована је око плитког полукружног централног избочења, док је сам улаз уоквирен са два стуба. Угаони део, који гледа на Синђелићев трг, има велику кружну кулу у пројекцији крунисану конусним кровом. Зграда нема пластичну декорацију, осим сложеног венца и неких прозорских оквира. Јужна фасада гледа на један од највећих градских тргова, где се налазе неке од најважнијих градских зграда као што су Начелство (данас Суд), Учитељски дом, Народно позориште. Све ово говори да је Апел хтео да постави своју кућу на најзначајнијем могућем месту у граду.

## Зграда данас
Зграда је у реновирана 2012. године и у добром је стању. Улаз у зграду је дозвољен, будући да се у њој налазе различити пословни објекти.